# Farvagny
Pour les articles homonymes, voir Farvagny (homonymie).
Farvagny est une ancienne commune suisse du canton de Fribourg, située dans le district de la Sarine.

## Géographie

Photo aérienne (1949)

Selon l'Office fédéral de la statistique (OFS), Farvagny mesure 1 003 ha. 12,0 % de cette superficie correspond à des surfaces d'habitat ou d'infrastructure, 66,0 % à des surfaces agricoles, 20,8 % à des surfaces boisées et 1,2 % à des surfaces improductives.

## Histoire
Farvagny est créée en 1996 par fusion des anciennes communes de Farvagny-le-Grand, Farvagny-le-Petit, Grenilles et Posat.
En 2013, six communes (Farvagny, Corpataux-Magnedens, Hauterive, Le Glèbe, Rossens et Vuisternens-en-Ogoz), ont fait établir un rapport d'étude sur une éventuelle fusion et les populations ont été invitées à voter de manière consultative le 22 septembre 2013. En raison d'une augmentation du taux d'imposition, la commune de Hauterive a refusé cette fusion, tandis que les cinq autres communes ont approuvé cette fusion à plus de deux-tiers des votants. 
En novembre 2014, les cinq communes restantes (Farvagny, Corpataux-Magnedens, Le Glèbe, Rossens et Vuisternens-en-Ogoz) ont accepté la fusion de la commune qui porte le nom de Gibloux. Elle est née le 1er janvier 2016.

## Culture
Bon nombre de sociétés culturelles animent le village :
- Le chœur mixte paroissial, créé en 1969 à la suite de la première messe de l'abbé Gilbert Cottet
- Le chœur d'enfants Les Ménestrels, fondé en 1974 par Sœur Alberte Droux et Sœur Denise Rouiller
- La fanfare paroissiale La Lyre a été fondée le 13 juillet 1946
- La société de Jeunesse
- Les Aînés
- Le groupement des dames
- La section des samaritains
- Le syndicat d'élevage
- La Troupe du Levant, troupe de théâtre fondée en 1999

En 2014 la jeunesse de Farvagny organise le premier giron cantonal des jeunesses fribourgeoises, qui s'est déroulé du jeudi 17 juillet 2014 au dimanche 3 août 2014.

## Sport
Le village abrite les sociétés sportives suivantes :
- l'Auto-Moto Club ;
- le club athlétique Gibloux Farvagny ;
- le Gibloux volley ;
- la société de tir à air comprimé ;
- la Boulamie, amicale de pétanque ;
- le football club Farvagny-Ogoz ;
- Sarine Basket ;
- la Société de tir La Giblana.

## Démographie
Selon l'Office fédéral de la statistique, Farvagny comptait 2 236 habitants en 2022. Sa densité de population atteint 223 hab./km2.
Le graphique suivant résume l'évolution de la population de Farvagny entre 1850 et 2008 :